# Patrick Augustine Feehan

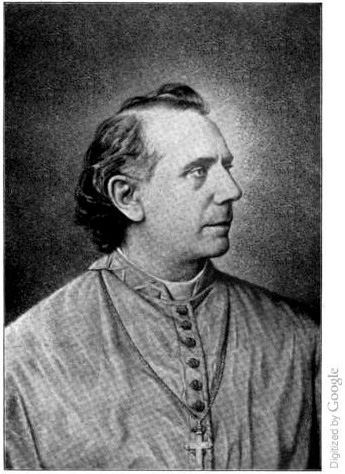
Erzbischof Patrick Augustine Feehan

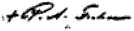
Signatur des Erzbischofs

Patrick Augustine Feehan (* 28. August 1829 in Killenaule, County Tipperary, Irland; † 12. Juli 1902 in Chicago) war ein irischer Geistlicher und Erzbischof von Chicago.

## Leben
Patrick Augustine Feehan empfing am 1. November 1852 das Sakrament der Priesterweihe.
Am 7. Juli 1865 ernannte ihn Papst Pius IX. zum Bischof von Nashville. Der Erzbischof von Saint Louis, Peter Richard Kenrick, spendete ihm am 12. November desselben Jahres die Bischofsweihe; Mitkonsekratoren waren der Apostolische Vikar der östlichen Indianerterritorien der Rocky Mountains, John Baptiste Miège SJ, und der Bischof von Alton, Henry Damian Juncker.
1869/70 war Bischof Feehan in Rom Konzilsvater auf dem I. Vatikanum.
Am 10. September 1880 erhob Papst Leo XIII. die Diözese Chicago zum Erzbistum und Feehan zum 1. Erzbischof. In Chicago gründete Feehan 1898 die heutige DePaul University.